# Germán Urzúa Valenzuela
Germán Urzúa Valenzuela (Santiago, 3 de enero de 1927-4 de abril de 1997) fue un abogado, profesor de Derecho, politólogo e historiador chileno. 

## Biografía
Fue hijo del escritor Waldo Urzúa Álvarez y Filomena Valenzuela de la Fuente. Se casó con Lucía Bravo Bravo y posterior a su fallecimiento, con Wanda Bravo Bravo, su hermana.
Fue dirigente estudiantil en la Universidad de Chile, en representación del Partido Radical, llegando a ser Presidente de la FECh por dos períodos, entre 1952 y 1954.
De muy joven destacó por su interés en la historia y en el desarrollo de los procesos políticos de Chile. Estudió en la Universidad de Chile, donde llegó a ser decano del Instituto de Ciencias Políticas y Administrativas en 1961.
A la edad de 60 años, concluyó su última obra, la cual es publicada en 1992, siendo un compendio de toda la historia de Chile desde su origen en 1810 tras la Junta de Gobierno hasta las elecciones de 1992, el desarrollo electoral y su evolución histórica.

## Obras
- Historia de las Ideas Políticas (1969)
- Evolución de la Administración Pública Chilena (1970)
- Diagnóstico de la Burocracia Chilena (1818-1969) (1971)
- Diccionario Político Institucional de Chile (1979)
- Historia Política Electoral de Chile 1931-1973 (1986)
- La Democracia Práctica (1987)
- Derecho Político Chileno (1988)
- Los Partidos Políticos Chilenos (1988)
- Manual de Derecho Constitucional (1991)
- Historia Política de Chile y su Evolución Electoral desde 1811 a 1992 (1992)

- Datos: Q6439270